# Полосатова, Тамара Владимировна
Полосатова Тамара Владимировна (7 марта 1936, Тула, СССР) — российский советский живописец, график и педагог, член Санкт-Петербургского Союза художников (до 1992 года — Ленинградской организации Союза художников РСФСР).

## Биография
Полосатова Тамара Владимировна родилась 7 марта 1936 года в Туле. Окончила Ленинградское художественно-педагогическое училище. В 1961 поступила на отделение живописи Ленинградского института живописи, скульптуры и архитектуры имени И. Е. Репина, который окончила в 1967 году по мастерской И. А. Серебряного с присвоением квалификации художника живописи. Дипломная работа — серия пейзажей Ленинграда.
С 1966 года участвует в выставках, экспонируя свои работы вместе с произведениями ведущих мастеров изобразительного искусства Ленинграда. Работает в технике масляной живописи и акварели. Пишет пейзажи, преимущественно ленинградские, портреты, реже жанровые композиции и натюрморты. В 1972 была принята в члены Ленинградского Союза художников. С 1969 года преподавала на кафедре общей живописи ленинградского Высшего художественно-промышленного училища имени В. И. Мухиной. Среди произведений, созданных Т. Полосатовой, картины «Для фронта» (1967), «Литейный двор» (1968), «Портрет В. Максимихина», «Алупка. Хаос», «Сосны» (все 1969), «Зоя», «Бананы», «Натюрморт» (все 1971), «Портрет отца», «Вечер», «Косогорский металлургический комбинат», «Портрет матери», «Натюрморт с лыжами» (все 1972), «Тульские дворики» (1973), «Кировский завод» (1975), «Ново-Калинкин мост» (1976), «Проспект Стачек», «Утро» (обе 1977), «Голубой вечер» (1978), «На Мойке», «Мост Белинского» (обе 1980), «На Волхове» (1983), «Львиный мостик» (1984), «На Обводном» (1989), «На Неве» (2000), «Лебяжья канавка» (2002), «Бело-розовые гладиолусы» (2006) и другие.
Произведения Т. В. Полосатовой находятся в музеях и частных собраниях в России, Великобритании, Норвегии, Германии и других странах.

## Выставки
- 1969 год (Ленинград): Весенняя выставка произведений ленинградских художников.
- 1971 год (Ленинград): Наш современник. Каталог выставки произведений ленинградских художников 1971 года.
- 1972 год (Ленинград): Наш современник. Вторая выставка произведений ленинградских художников.
- 1972 год (Ленинград): По Родной стране. Выставка произведений ленинградских художников.
- 1973 год (Ленинград): Наш современник. Третья выставка произведений ленинградских художников.
- 1973 год (Ленинград): Натюрморт. Выставка произведений ленинградских художников.
- 1974 год (Ленинград): Весенняя выставка произведений ленинградских художников.
- 1975 год (Ленинград): Наш современник. Зональная выставка произведений ленинградских художников.
- 1977 год (Ленинград): Выставка произведений ленинградских художников, посвященная 60-летию Великого Октября.
- 1978 год (Ленинград): Осенняя выставка произведений ленинградских художников.
- 1980 год (Ленинград): Зональная выставка произведений ленинградских художников.
- 1997 год (Петербург): Связь времен. 1932-1997. Художники - члены Санкт-Петербургского Союза художников России .